# Полонское
 Полонское  — деревня в Лесном муниципальном округе Тверской области.

## География
Находится в северо-восточной части Тверской области на расстоянии приблизительно 20 км по прямой на север-северо-восток по прямой от районного центра села Лесного.

## История
Деревня уже была отмечена на карте 1825 года. В 1859 году здесь (сельцо Весьегонского уезда Тверской губернии) было учтено 13 дворов. До 2019 года входила в состав ныне упразднённого Бохтовского сельского поселения.

## Население
Численность населения: 126 человек (1859 год), 16 (русские 100 %) в 2002 году, 11 в 2010.

## Достопримечательности
На краю деревни имеется насыпной курган.